# Iris Revolution
L’iris Revolution est une variété d'iris hybride. (Parents : (('Flamingo Blues' × 'Caro Nome') × 'Actress') × (('Wedding Vow' × 'Fl.Blues') × ('Fl.Blues' × 'C.Nome'))).
- Catégorie : Grand Iris de Jardin (TB).
- Création : P. Anfosso (1989).
- Description : Iris aux trois couleurs : blanc bleuté sur bleu violet  et rouge pour la barbe.
- Floraison : hâtif.
- no  d'enregistrement : R87-627.
- Taille : 95 cm.